# Rivalità calcistica Brasile-Italia
Una lunga rivalità oppone le nazionali di calcio di Brasile e Italia, due delle più blasonate del mondo.
Gli incontri principali per l'importanza immediata del risultato furono la finale del campionato mondiale del 1970 e quella del 1994, entrambe vinte dal Brasile, rispettivamente per 4-1 e per 3-2 a tiri di rigore dopo che i tempi regolamentari e supplementari terminarono 0-0.
Storico, e indicato a volte (anche per via della straordinaria qualità dei calciatori brasiliani) come uno dei maggiori incontri di calcio di tutti i tempi, è il turno conclusivo del Gruppo C della seconda fase a gironi di Spagna 1982, dove l'Italia si impose invece per 3-2.
Il bilancio complessivo degli incontri tra le due nazionali vede otto vittorie del Brasile, cinque dell'Italia e tre pareggi.
L'ultimo incontro si è disputato a Salvador il 22 giugno 2013, nella FIFA Confederations Cup 2013, e si è concluso con la vittoria del Brasile per 4-2.

## Lista degli incontri
| N. | Data             | Luogo             | Competizione                                  | Incontro         | Risultato             |
| -- | ---------------- | ----------------- | --------------------------------------------- | ---------------- | --------------------- |
| 1  | 16 giugno 1938   | Marsiglia         | Campionato mondiale di calcio 1938            | Italia – Brasile | 2 – 1                 |
| 2  | 25 aprile 1956   | Milano            | Amichevole                                    | Italia – Brasile | 3 – 0                 |
| 3  | 1 luglio 1956    | Rio de Janeiro    | Amichevole                                    | Brasile – Italia | 2 – 0                 |
| 4  | 12 maggio 1963   | Milano            | Amichevole                                    | Italia – Brasile | 3 – 0                 |
| 5  | 21 giugno 1970   | Città del Messico | Finale del campionato mondiale di calcio 1970 | Brasile – Italia | 4 – 1                 |
| 6  | 9 giugno 1973    | Roma              | Amichevole                                    | Italia – Brasile | 2 – 0                 |
| 7  | 31 maggio 1976   | New Haven         | Torneo del Bicentenario                       | Brasile – Italia | 4 – 1                 |
| 8  | 24 giugno 1978   | Buenos Aires      | Campionato mondiale di calcio 1978            | Brasile – Italia | 2 – 1                 |
| 9  | 5 luglio 1982    | Barcellona        | Campionato mondiale di calcio 1982            | Brasile – Italia | 2 – 3                 |
| 10 | 14 ottobre 1989  | Bologna           | Amichevole                                    | Italia – Brasile | 0 – 1                 |
| 11 | 17 luglio 1994   | Pasadena          | Finale del campionato mondiale di calcio 1994 | Brasile – Italia | 0 – 0 (dts) (3-2 dtr) |
| 12 | 8 giugno 1997    | Lione             | Torneo di Francia                             | Italia – Brasile | 3 – 3                 |
| 13 | 10 febbraio 2009 | Londra            | Amichevole                                    | Brasile – Italia | 2 – 0                 |
| 14 | 21 giugno 2009   | Pretoria          | FIFA Confederations Cup 2009                  | Brasile – Italia | 3 – 0                 |
| 15 | 21 marzo 2013    | Lancy             | Amichevole                                    | Brasile – Italia | 2 – 2                 |
| 16 | 22 giugno 2013   | Salvador          | FIFA Confederations Cup 2013                  | Brasile – Italia | 4 – 2                 |

## Incontri principali

### Campionato mondiale 1938
Nella semifinale della Coppa del Mondo 1938 (16 giugno), l'Italia superò il turno con reti di Colaussi (51') e Meazza (60') su rigore, nel calciare il quale l'attaccante fu costretto a sostenere con la mano sinistra i pantaloncini di cui si era spezzato l'elastico. Ininfluente fu la rete di Romeu all'87'. L'Italia di Pozzo si aggiudicò poi la Coppa Rimet in finale contro l'Ungheria ottenendo il secondo titolo mondiale consecutivo.
| Arbitro: | Wüthrich |

|                                |           |           |
| Colaussi 51’ Meazza 60’ (rig.) | Marcatori | 87’ Romeu |

### Campionato mondiale 1970
L'Italia aveva raggiunto la finale della Coppa del Mondo 1970 battendo la Germania Ovest per 4-3 ai tempi supplementari nell'incontro che sarebbe passato alla storia come la partita del secolo. Il 21 giugno la nazionale di Valcareggi fu battuta dal Brasile a Città del Messico per 4-1. Passato in vantaggio con Pelé al 18', il Brasile si fu raggiunto dalla rete di Boninsegna (37'), ma nella ripresa andò a segno con Gérson (66'), Jairzinho (71') e Carlos Alberto (86') aggiudicandosi il terzo titolo mondiale con assegnazione definitiva della Rimet.
| Arbitro: | Rudi Glöckner |

|                                                      |           |                |
| Pelé 18’ Gérson 66’ Jairzinho 71’ Carlos Alberto 86’ | Marcatori | 37’ Boninsegna |

### Campionato mondiale 1978
Il Brasile e Italia disputarono la finale per il terzo posto della Coppa del Mondo 1978 il 24 giugno, essendosi classificate al secondo posto nei rispettivi gironi di qualificazione. Il terzo posto fu conquistato dal Brasile con gol di Nelinho al 64' e Dirceu al 71', a ribaltare il momentaneo vantaggio italiano siglato da Causio nel primo tempo (38').
| Arbitro: | Klein |

|                        |           |            |
| Nelinho 64’ Dirceu 72’ | Marcatori | 38’ Causio |

### Campionato mondiale 1982
Nell'ultima partita della seconda fase a gironi, Gruppo C, della Coppa del Mondo 1982 (il 5 luglio), l'Italia si impose per 3-2 con tripletta di Paolo Rossi. Il risultato permise alla nazionale di Bearzot di procedere nella competizione, approdare in finale e aggiudicarsi il terzo titolo mondiale. La partita è stata indicata come una dei più grandi incontri di calcio di tutti i tempi.
| Arbitro: | Klein |

|                    |           |                         |
| Rossi 5’, 25’, 74’ | Marcatori | 12’ Sócrates 68’ Falcão |

### Campionato mondiale 1994
Nella finale della Coppa del Mondo 1994, il 17 luglio, Italia e Brasile conclusero i tempi supplementari sullo 0-0. Ai tiri di rigore, gli errori di Baresi, Massaro e Baggio permisero al Brasile di aggiudicarsi quarto titolo mondiale, prevalendo per 3-2.
| Arbitro: | Puhl |

|                                    |                      |                                          |
| Márcio Santos Romário Branco Dunga | Tiri di rigore 3 – 2 | Baresi Albertini Evani Massaro R. Baggio |

### FIFA Confederations Cup 2009
Italia e Brasile si incontrarono all'ultima partita del girone di qualificazione della Confederations Cup 2009 (21 giugno), con vittoria del Brasile ottenuta con due gol di Luís Fabiano (37' e 43') e un'autorete di Andrea Dossena (45'). Ciò permise agli Stati Uniti, che vinsero l'ultimo incontro del girone, di eliminare l'Italia per effetto del maggior numero di gol segnati, a parità di punti e di differenza reti. Il Brasile vinse la Confederations Cup per la terza volta.
| Arbitro: | Benito Archundia |

|  |           |                                          |
|  | Marcatori | 37’, 43’ Luís Fabiano 45’ (aut.) Dossena |

### FIFA Confederations Cup 2013
Le due nazionali si affrontarono ancora nella partita finale del girone di qualificazione della Confederations Cup 2013 (22 giugno), con il Brasile che prevalse 4-2 con reti di Dante (45+1'), Neymar (55') e Fred (66' e 89'), mentre l'Italia era andata a segno per il momentaneo 1-1 con Giaccherini (51') e per il parziale di 3-2 con Chiellini (71'). Il Brasile si aggiudicò la competizione per la quarta volta, mentre l'Italia, promossa al secondo posto, si classificò del terzo posto.
| Arbitro: | Ravshan Irmatov |

|                               |           |                                      |
| Giaccherini 51’ Chiellini 71’ | Marcatori | 45+1’ Dante 55’ Neymar 66’, 89’ Fred |

## Statistiche

### Totale
|                         | Partite | Vittorie | Vittorie | Pareggi | Gol    | Gol |
| Brasile                 | Partite | Italia   | Brasile  | Pareggi | Italia |     |
| ----------------------- | ------- | -------- | -------- | ------- | ------ | --- |
| Coppa del Mondo FIFA    | 5       | 2        | 2        | 1*      | 9      | 7   |
| FIFA Confederations Cup | 2       | 2        | 0        | 0       | 7      | 2   |
| Tutte le competizioni   | 7       | 4        | 2        | 1       | 16     | 9   |
| Amichevoli              | 7       | 3        | 3        | 1       | 7      | 10  |
| Torneo del Bicentenario | 1       | 1        | 0        | 0       | 4      | 1   |
| Torneo di Francia       | 1       | 0        | 0        | 1       | 3      | 3   |
| Tutte le partite        | 16      | 8        | 5        | 3       | 30     | 23  |

Nota: Il Brasile ha superato l'Italia nella Finale della Coppa del Mondo FIFA 1994 ai calci di rigore.

## Cannonieri
3 reti
- Paolo Rossi
- Fred

2 reti
- Giuseppe Virgili
- Fabio Capello
- Alessandro Del Piero
- Gil
- Luís Fabiano